# Get Down (Tiësto & Tony Junior)
Get Down is een nummer van de Nederlandse dj's Tiësto en Tony Junior uit 2016.
"Get Down" is een big room housenummer met een zware bas en vele blazers. Het nummer werd een klein danshitje in Nederland, waar het de 17e positie in de Tipparade bereikte. Ook in Vlaanderen bereikte het de Tipparade,